# RRS Discovery
RRS Discovery – jeden z ostatnich drewnianych trójmasztowców wybudowanych na Wyspach Brytyjskich. Wodowany 21 marca 1901 r., przeznaczony do badań nad Antarktyką. 
Jego pierwszą misją było zawieźć Roberta Falcona Scotta i Ernesta Shackeltona na ich pierwszą udaną podróż na Antarktykę, zwaną Wyprawą Discovery. 

## Galeria

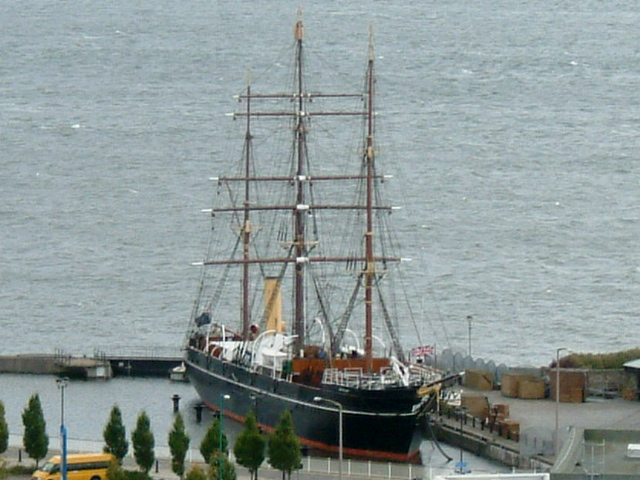
RRS Discovery w Dundee w 2005 roku.